# 南阳护三嵕庙
36°02′08″N 113°09′52″E / 36.03556°N 113.16444°E
三嵕庙位于中国山西省壶关县黄山乡南阳护村，2001年被列为第五批全国重点文物保护单位。
三嵕庙建于金大定十七年（1175年），明代曾增建。坐北朝南，占地1706平方米，现存正殿、香亭、耳房、钟鼓楼等建筑，其中正殿为金代原构，余为明清建筑。正殿面阔三间，进深六椽，单檐悬山顶。